# Spårvägens Fotbollsförening
Lo Spårvägens Fotbollsförening (meglio noto come Spårvägens FF o semplicemente Spårvägen) è una società calcistica svedese con sede a Skarpnäck, sobborgo di Stoccolma. Disputa le proprie partite casalinghe allo Skarpnäcks SF.

## Storia
La polisportiva Spårvägens GoIF nacque nel 1919, ed era originariamente formata dai tranvieri dipendenti dell'azienda comunale di trasporti AB Stockholms Spårvägar. L'associazione sportiva ha iniziato ad essere aperta al pubblico sul finire degli anni '40. La divisione calcistica ha preso vita nel 1969.
Nel 1990 la squadra ha fatto il suo esordio in Division 1, che all'epoca rappresentava il secondo livello del calcio svedese. Dopo quattro salvezze conquistate, nel 1994 lo Spårvägen è stato costretto alla retrocessione essendosi classificato all'ultimo posto in classifica. La risalita è stata però immediata, e così i biancoblu hanno potuto militare nel torneo cadetto per altre quattro stagioni, dal 1996 al 1999 compresi.
Ritornata quindi in terza serie, la squadra ha conseguito un'ulteriore retrocessione al termine del campionato 2005. Lo stesso esito lo si è registrato nel torneo 2007, culminato questa volta con la discesa in quinta serie nazionale.

## Palmarès

### Competizioni nazionali
- Division 2: 1

1995